# NGC 168
NGC 168 (ook wel PGC 2192, ESO 474-4, MCG -4-2-26, AM 0034-225 of IRAS00341-2251) is een spiraalvormig sterrenstelsel in het sterrenbeeld Walvis.
NGC 168 werd in 1886 ontdekt door de Amerikaanse astronoom Frank Muller.